# Arrondissement Roanne
Arrondissement Roanne (fr. Arrondissement de Roanne) je správní územní jednotka ležící v departementu Loire a regionu Rhône-Alpes ve Francii. Člení se dále na 11 kantonů a 115 obcí.

## Kantony
- Belmont-de-la-Loire
- Charlieu
- Néronde
- La Pacaudière
- Perreux
- Roanne-Nord
- Roanne-Sud
- Saint-Germain-Laval
- Saint-Haon-le-Châtel
- Saint-Just-en-Chevalet
- Saint-Symphorien-de-Lay